# Marikina
Marikina is een stad op het eiland Luzon in de Filipijnen. Ze vormt samen met 16 andere steden en gemeenten de National Capital Region, die ook wel Metro Manilla wordt genoemd. Bij de laatste census in 2010 telde de stad ruim 424 duizend inwoners.
Marikina staat bekend om haar schoenenproductie. Deze industrietak begon in 1887 toen Laureano 'Kapitan Moy' Guevarra een eerste schoenenatelier opende in Marinka. De schoenen waren handwerk en werden door de arbeiders thuis gemaakt.

## Geografie

### Bestuurlijke indeling
Marikina is onderverdeeld in de volgende 16 barangays:
| - Barangka - Concepcion Uno - Concepcion Dos - Fortune - Parang - Marikina Heights - Nangka - Santa Elena | - Santo Niño - Tañong - Tumana - Jesus De La Peña - Malanday - Industrial Valley - San Roque - Calumpang |

## Demografie
Marikina had bij de census van 2010 een inwoneraantal van 424.150 mensen. Dit waren 460 mensen (0,1%) minder dan bij de vorige census van 2007. Ten opzichte van de census van 2000 was het aantal inwoners gegroeid met 32.980 mensen (8,4%). De gemiddelde jaarlijkse groei in die periode kwam daarmee uit op 0,81%, hetgeen lager was dan het landelijk jaarlijks gemiddelde over deze periode (1,90%).

De bevolkingsdichtheid van Marikina was ten tijde van de laatste census, met 424.150 inwoners op 21,52 km², 19709,6 mensen per km².

## Geboren in Marikina
- Laureano Guevarra (1851-1891), schoenenmaker en ondernemer
- Cecilio Lopez (1898-1979), taalkundige
- Romeo Candazo (1952-2013), politicus en mensenrechtenadvocaat